# Prorifrons
Prorifrons är ett släkte av fjärilar. Prorifrons ingår i familjen ädelspinnare.

## Dottertaxa tillProrifrons, i alfabetisk ordning[1]
- Prorifrons angustipennis
- Prorifrons antonia
- Prorifrons barnesi
- Prorifrons boliviana
- Prorifrons castullux
- Prorifrons championi
- Prorifrons conradti
- Prorifrons costaricensis
- Prorifrons crenulata
- Prorifrons crossoea
- Prorifrons doeri
- Prorifrons granula
- Prorifrons guatemalteca
- Prorifrons gustanda
- Prorifrons hempsteadi
- Prorifrons hoppi
- Prorifrons lemoulti
- Prorifrons lineata
- Prorifrons melana
- Prorifrons muelleri
- Prorifrons negrita
- Prorifrons nox
- Prorifrons peruviana
- Prorifrons phedima
- Prorifrons pini
- Prorifrons prosper
- Prorifrons quadrilineata
- Prorifrons rufescens
- Prorifrons seitzi
- Prorifrons songoensis
- Prorifrons tamsi
- Prorifrons tremula
- Prorifrons vibrans
- Prorifrons yahuarta